# Hondainville
Hondainville – miejscowość i gmina we Francji, w regionie Hauts-de-France, w departamencie Oise.
Według danych na rok 1990 gminę zamieszkiwały 553 osoby, a gęstość zaludnienia wynosiła 92 osoby/km² (wśród 2293 gmin Pikardii Hondainville plasuje się na 496. miejscu pod względem liczby ludności, natomiast pod względem powierzchni na miejscu 783.).